# Präst

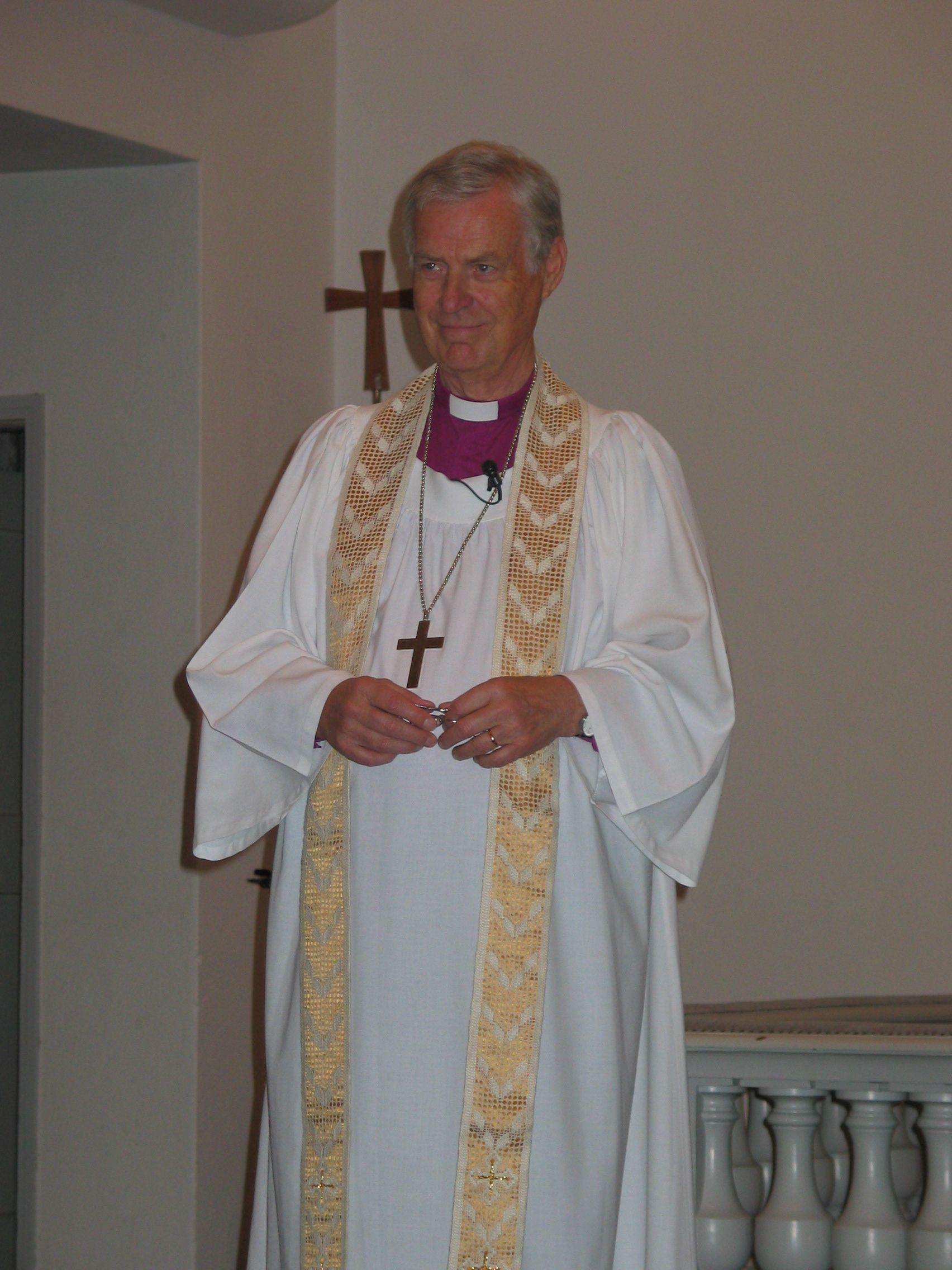
En svenskkyrklig präst, Henrik Svenungsson.

En präst är en person med auktoritet att leda religiösa ceremonier samt fungera som förmedlare mellan människa och gud. Prästen kan frambära folkets böner och offer till Gud.
Präster finns i flera olika religioner, bland annat i kristendom, hinduism och shintoism. De saknas dock inom bahá'í och islam, även om exempelvis imamer och mullor har delvis motsvarande roll. I modern judendom är en rabbi formellt en rättslärd och lärare, men har i praktiken fått en roll som påminner om en prästs. Prästkasten, kohanim, har en symbolisk funktion vid vissa högtider.
Inom många lågkyrkliga rörelser används inte begreppet präst, utan den religiösa ledaren kallas predikant. Inom många av dessa rörelser är även gränsen mellan präster och lekmän flytande.

## Kristendomen

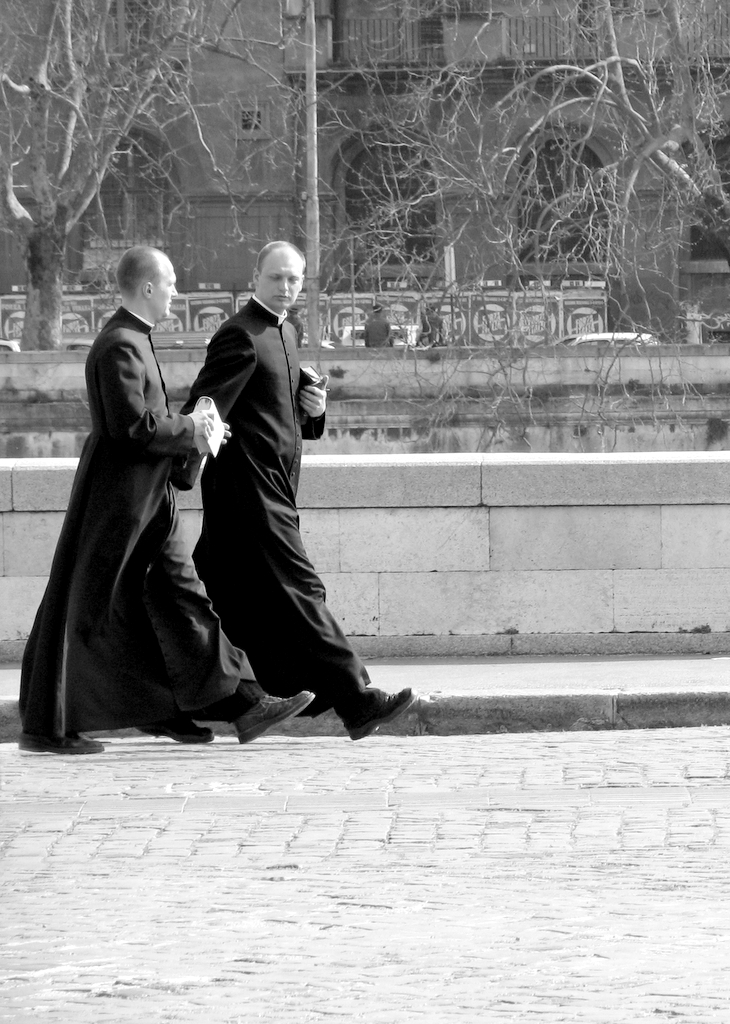
Katolska präster i Rom

Inom kristendomen används begreppet präst på flera sätt. Å ena sidan är alla kristna präster i kraft av det allmänna prästadömet, då de har rätt att själva framföra sina böner till Gud utan någon förmedlare. Å andra sidan är Jesus ur ett perspektiv den ende prästen, eller översteprästen, som framburit det fullständiga offret som gjort alla andra offer onödiga, nämligen sig själv (Hebreerbrevet 2:17, 4:14-5:10).
I Nya Testamentet omnämns presbyter (äldste) och hiereus (offerpräst, syftar bland annat på Gamla Testamentets judiska prästerskap). Hiereus används enbart om Jesus, medan presbyter är en beteckning på dåtidens församlingsledare. Vartefter kyrkan växer och sprids kring Medelhavet konsolideras kyrkans organisation och ledarskap. Det kom att innebära att flera funktioner delegeras från biskopen till presbyterna och på 300-talet börjar man på vissa håll i samband med detta använda ordet präst i stället för presbyter.
Under medeltiden kom prästen allt mer att ses som en offerpräst då han frambar mässans offer, och man gjorde inte så stor skillnad mellan biskop och präst, biskop blev snarare en variant av prästämbetet, och det förekom att påven gav dispenser till präster att förrätta ordinationer. Mässoffret kom att bli en stridsfråga under reformationen. Reformatorerna ansåg att prästens viktigaste uppgift var att predika och undervisa, samtidigt som man avvisade nattvardens karaktär av offer. Jesus hade, menade man, burit fram det slutgiltiga offret, och inga offer får ske efter detta. Häri låg en dogmatisk konflikt gentemot den Romersk-katolska kyrkan för vilken mässoffret är omistligt, dock kan det ifrågasättas om reformatorernas beskrivning av den katolska mässoffersläran verkligen överensstämde med verkligheten.
I den ortodoxa kyrkans tradition finns tanken att varje människa är en präst, nämligen skapelsens präst. Människan är förmedlare mellan Skaparen och själva skapelsen. Varje människa har därför uppdraget att tjäna allt levande och att lovsjunga Gud.
Prästen leder gudstjänster och tar emot förtroenden under absolut tystnadsplikt i bikt eller själavård. I Svenska kyrkan är prästen den som utför dop och konfirmation, vigsel och begravning. En av prästens titlar i lutherska kyrkor är Verbi divini minister, förvaltare av Guds ord. 

## Klädsel
En präst under yrkesutövning kännetecknas i de flesta kyrkor/religioner av vissa typiska klädesplagg. Dessa kan bland annat vara:
- Kaftan eller kasock, eller sutan
- Alba
- Mässhake
- Prästkrage (i Finland och Sverige ibland benämnd elva[1] på grund av likheten med talet 11)

## Benämning
En präst kallas ofta svartrock som hänsyftar på den svarta kaftanen som är prästerskapets normala ämbetsdräkt.  Numera används ordet ofta för att beskriva en alldeles särskild sorts präster, nämligen de som bekänner sig till den högkyrkliga riktningen.

## Kultfunktionärer i andra religioner
- vestal (prästinnor i antikens Rom)
- gode och gydia (asatro)
- imam (islam)
- rabbin (judendom)
- schaman (schamanism)